# M-77 Oganj
Le M-77 Oganj est un lance-roquettes multiple automoteur de 128 mm développé dans l'ex-Yougoslavie. La désignation OTAN est YMRL-32.

## Développement
Le développement a commencé en 1968. Le professeur Obrad Vučurović, ingénieur en mécanique et chef de l'exploitation du département d'artillerie de l'Institut technique militaire, a développé et géré la construction et la production du M-77 Oganj.
La 6e version de production de pré-série, basée sur un camion FAP 2220 6x6, a été présentée au public pour la première fois en 1975. La production en série a commencé deux ans plus tard. Le M-77 est monté sur un châssis de camion FAP 2026 BDS/A 6x6. Le système de fusée est placé à l'arrière de la plate-forme avec 32 tubes de lancement de 128 mm capables d'atteindre des cibles à 20 600 m. L'équipage est composé de cinq hommes. En 1994, la Serbie a développé une nouvelle version appelée Oganj C avec la désignation M-94. Oganj C (M-94) pouvait tirer deux types de roquettes M91 (ogive de type cluster avec 40 grenades à sous-munitions) et M77 (ogive HE). Un set de 32 roquettes sont installées à l'arrière de la cabine, ce qui permet au M-77 de tirer deux salves sans avoir besoin de véhicule ravitailleur.

### Caractéristiques uniques
L'une des caractéristiques uniques de l'Oganj M-77 est la toile mobile qui permet au véhicule d'être facilement masqué et de devenir très difficile à repérer par l'ennemi jusqu'à ce qu'il soit en position de combat et prêt à tirer. De cette façon, il peut être utilisé pour tromper l'ennemi et constitue un moyen efficace de tromperie militaire. Inventé à l'origine en 1977 par l'Institut technique militaire, le système de roquettes multiples est un système conçu et construit localement équipé d'un système d'exploitation et de mise en position de tir automatique, d'un système de tir électrique et d'un pack rechargeable.

## Modernisation
L'Institut technique militaire à la demande des forces armées serbes a produit un programme de modernisation pour Oganj M-77. Comprend un système de navigation et de contrôle de tir moderne. Oganj utilisera de nombreuses roquettes différentes, notamment les Grad 122 mm et Oganj 128 mm. Dans le cadre de la modernisation une nouvelle roquette de 128 mm avec portée de 50 km sera produite par Krušik. Pour les besoins de l'armée serbe, le processus de modernisation des armes Oganj M-77 existantes a commencé afin de passer à la technologie numérique moderne, qui permet d'occuper une position de tir, de tirer et de la quitter en 3 minutes sans sortir du véhicule. Avant, il fallait 26 minutes pour occuper une position de tir. A cette époque, cela comprenait l'occupation de la position d'orientation et la détermination des coordonnées de la position de tir, la direction de l'arme dans l'azimut de la direction de base, le calcul des éléments initiaux, la correction et le tir de groupe. Après modernisation, grâce à la nouvelle ligne de visée automatique, détermination automatique des coordonnées de la position de tir et des éléments de tir, ainsi que le nouveau système de navigation inertielle et la navigation GPRS. Les tâches de tir sur le M-77 Oganj modernisé sont effectuées beaucoup plus rapidement, plus précisément et avec un plus grand effet sur la cible. De nouveaux missiles M-18 d'une portée allant jusqu'à 40 km ont également été introduits. Une nouvelle fusée avec correction de trajectoire a également été développée, avec une portée allant jusqu'à 50 km. Cette modernisation est déjà effectuée en série pour les besoins de l'armée serbe,.
La poursuite du développement du concept M-77 et du LRSVM Morava a donné le nouveau lanceur modulaire Oganj LRSVM M18 avec une cabine blindée sur châssis 6x6 pour une action rapprochée sur le front et des possibilités de lancer les missiles Košava 1 et ALAS,.

## Utilisation
Le M-77 Oganj a été utilisé par tous les acteurs de les guerres de Yougoslavie.

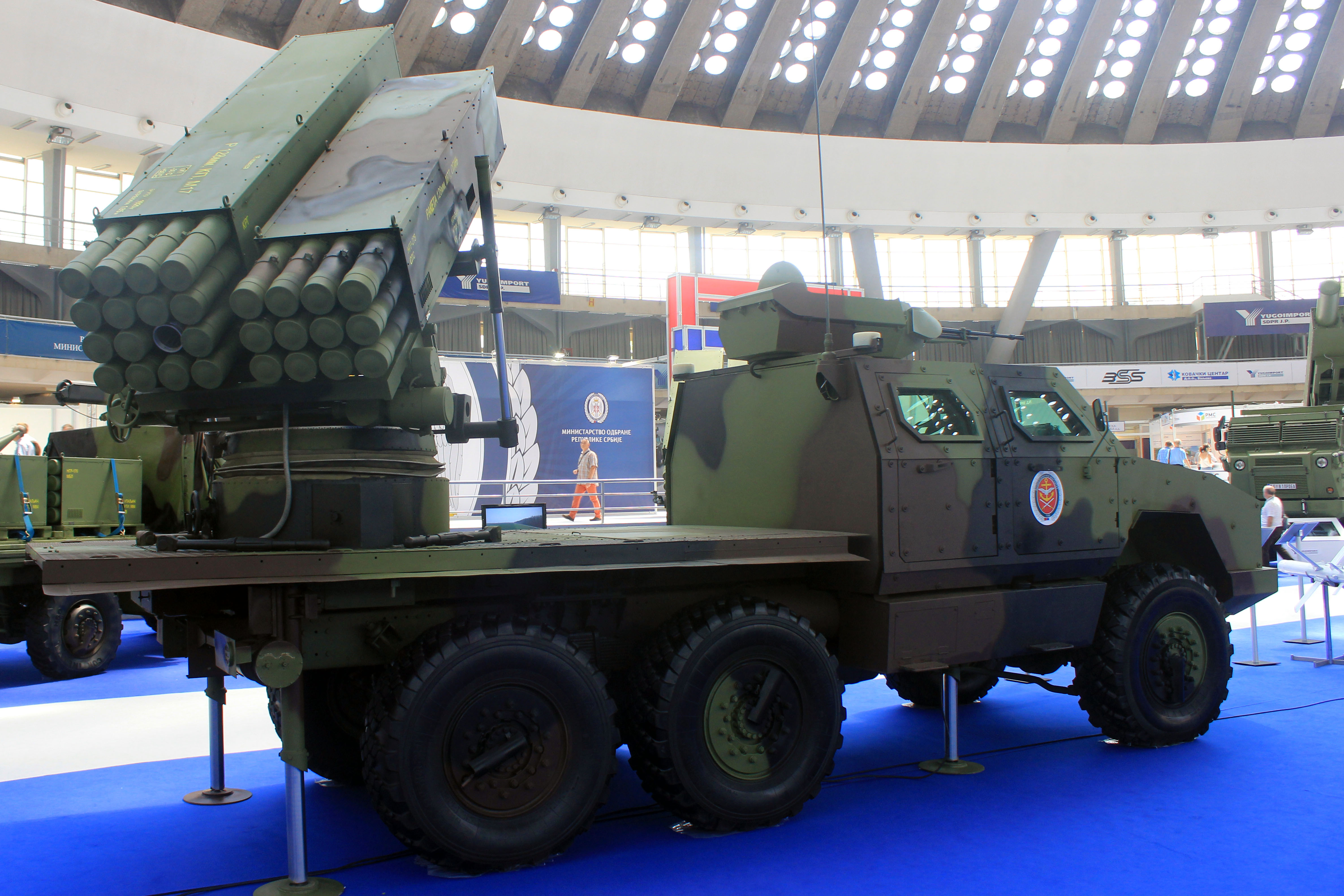
M-77 Oganj modernisé
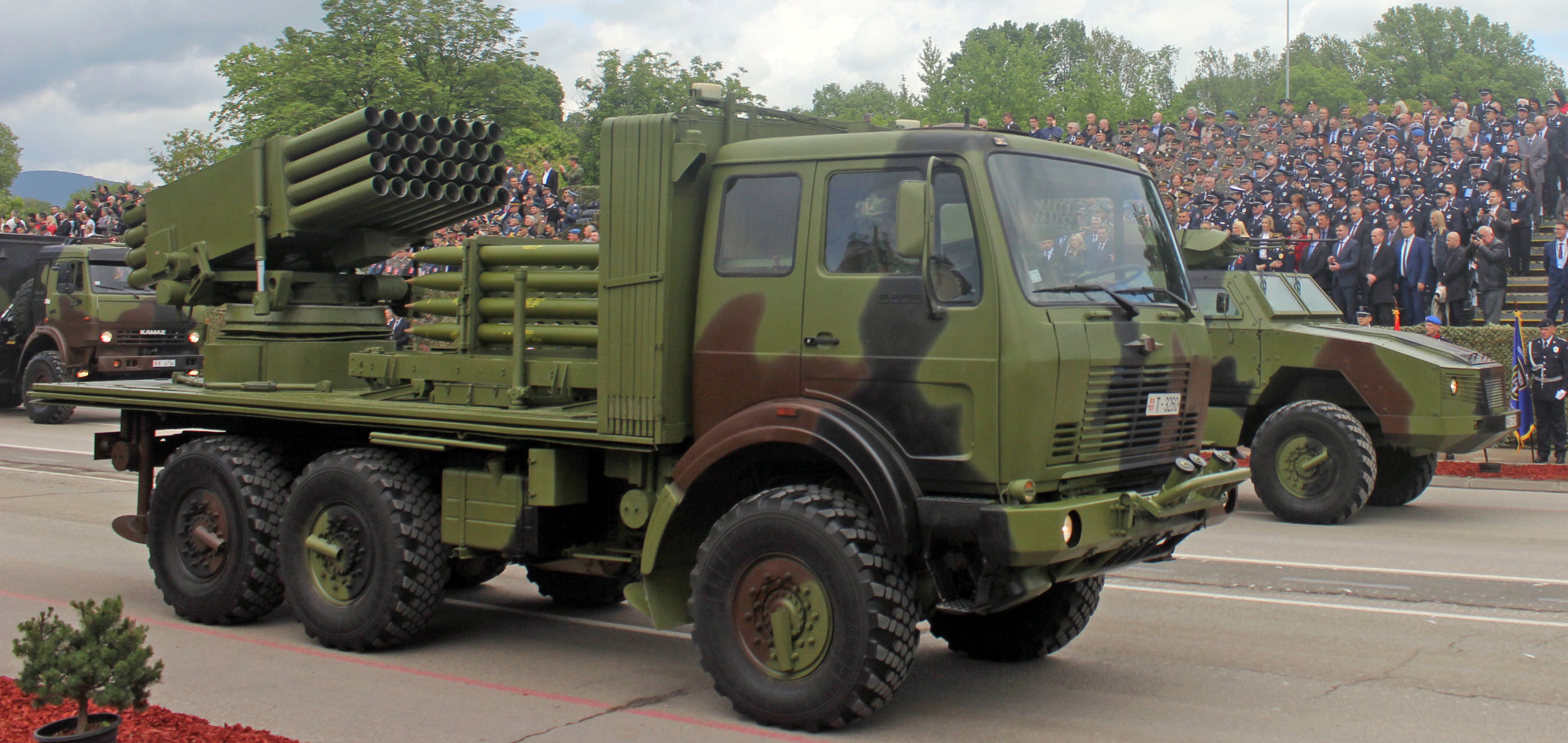
M-77 Oganj modernisé
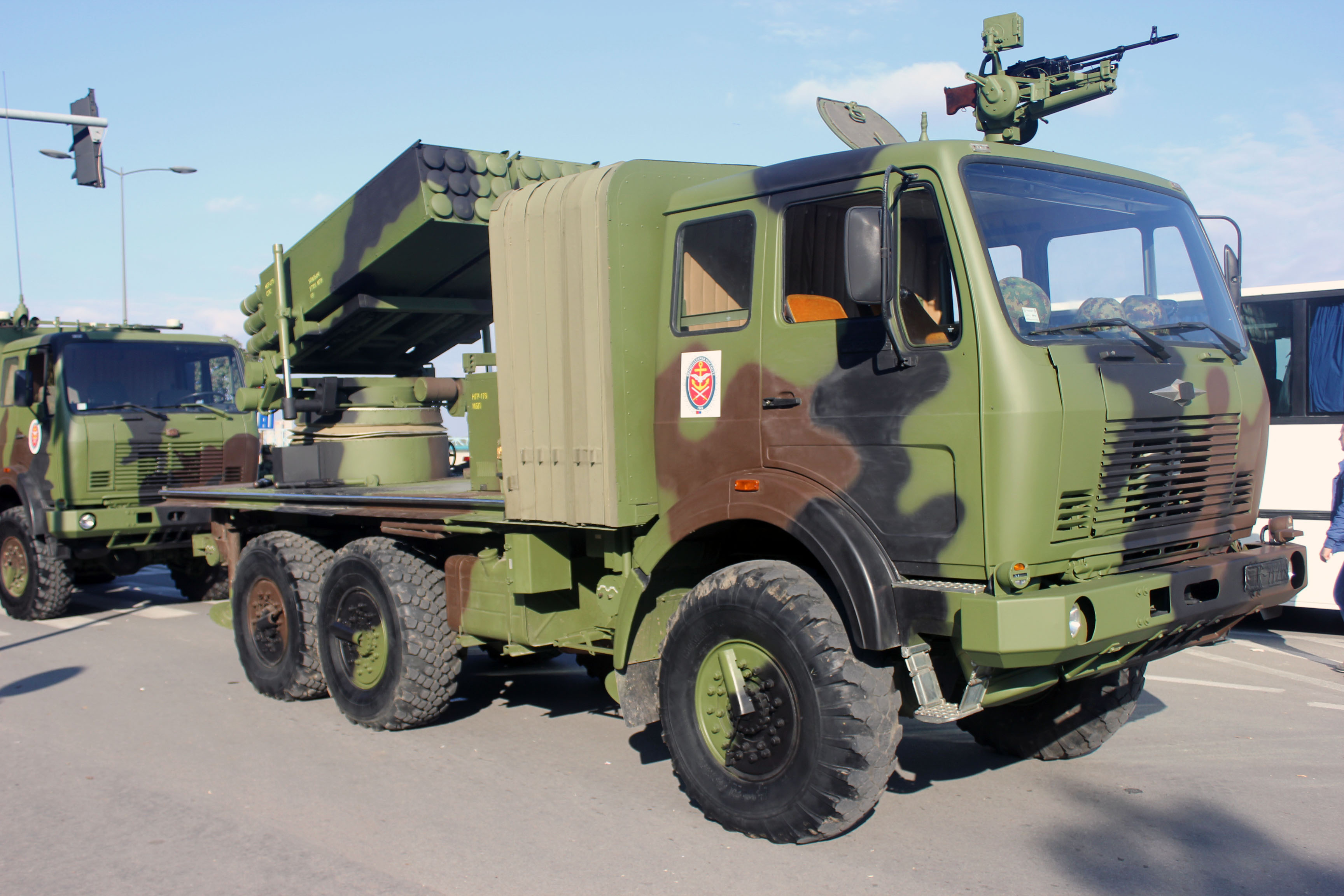
M-77 Oganj modernisé

## Les opérateurs

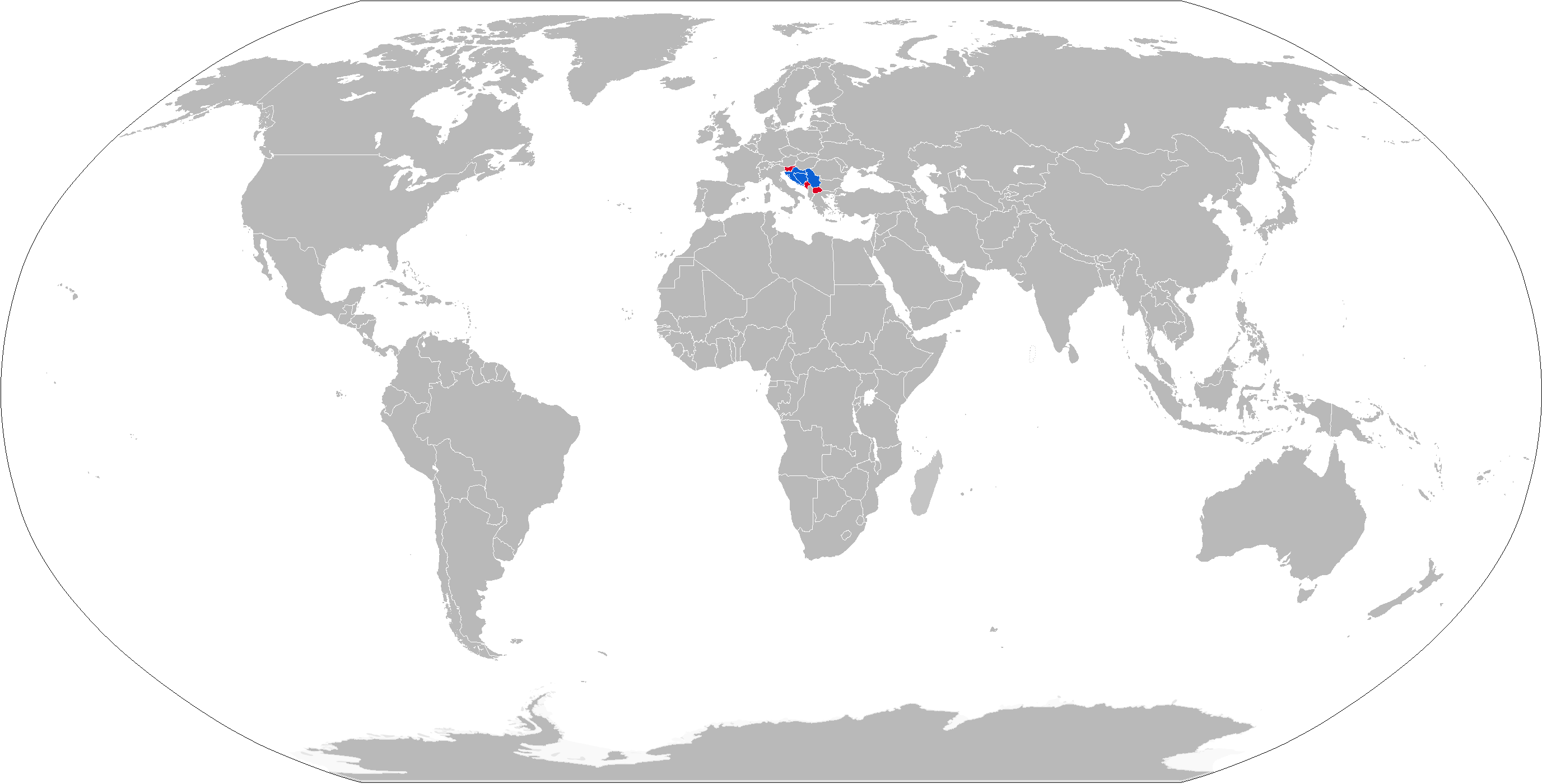
Carte avec les opérateurs M-77 en bleu et les anciens opérateurs en rouge

### Opérateurs actuels
- Bosnie-Herzégovine - 20[8]
- Croatie - 12
- Serbie - 60[9]

### Ancien opérateur
- Yougoslavie

### Développement connexe
- Plamen M-63
- M-87 Orkan
- LRSVM Morava
- LRSVM Tamnava

### Systèmes comparables
- Diplômé BM-21
- LAROM
- RM-70
- WR-40 Langouste
- Fajr 3

### Compatible avec
- LRSVM Morava - MLRS nouvellement développé pour l'armée serbe ainsi que pour les exportations; remplacement prévu du M-77 Oganj et du M-63 Plamen